# Сасик (річка)
Саси́к — річка в Україні, в межах Вознесенського (витоки) та Миколаївського районів Миколаївської області. Права притока Березанського лиману (басейн Чорного моря).

## Опис
Довжина річки 45 км, площа басейну 551 км². Долина трапецієподібна, завширшки до 2 км, завглибшки до 20—30 м. Заплава завширшки до 30 м. Річище помірно звивисте, завширшки до 5 м; влітку часто пересихає. Похил річки 1,5 м/км. Споруджено ставки. Використовується на зрошення.

## Розташування
Витоки річки розташовані на північ від села Іванівки. Тече переважно на південь (частково на південний схід). Впадає у Сасицьку затоку Березанського лиману, на південний схід від села Василівки.
На берегах річки розташований райцентр Березанка.